# Liste der Biografien/Ory
Liste der Biografien |
Portal Biografien |
Personensuche
# |
A |
B |
C |
D |
E |
F |
G |
H |
I |
J |
K |
L |
M |
N |
O |
P |
Q |
R |
S |
T |
U |
V |
W |
X |
Y |
Z |
?
 
Oa |
Ob |
Oc |
Od |
Oe |
Of |
Og |
Oh |
Oi |
Oj |
Ok |
Ol |
Om |
On |
Oo |
Op |
Oq |
Or |
Os |
Ot |
Ou |
Ov |
Ow |
Ox |
Oy |
Oz
 
Ora |
Orb |
Orc |
Ord |
Ore |
Orf |
Org |
Orh |
Ori |
Orj |
Ork |
Orl |
Orm |
Orn |
Oro |
Orp |
Orr |
Ors |
Ort |
Oru |
Orv |
Orw |
Orx |
Ory |
Orz
Die Liste der Biografien führt alle Personen auf, die in der deutschsprachigen Wikipedia einen Artikel haben. Dieses ist eine Teilliste mit 12 Einträgen von Personen, deren Namen mit den Buchstaben „Ory“ beginnt.

## Ory
- Ory, André (1924–2016), Schweizer Lehrer, Schulleiter und Politiker
- Ory, Birgitt (* 1964), deutsche Diplomatin
- Őry, Csaba (* 1952), ungarischer Politiker (Fidesz), Mitglied des Parlaments, MdEP
- Ory, Gisèle (* 1956), Schweizer Politikerin (SP)
- Ory, Kid (1886–1973), US-amerikanischer Musiker
- Ory, Meghan (* 1982), kanadische SchauspielerinMeghan Ory (* 1982)

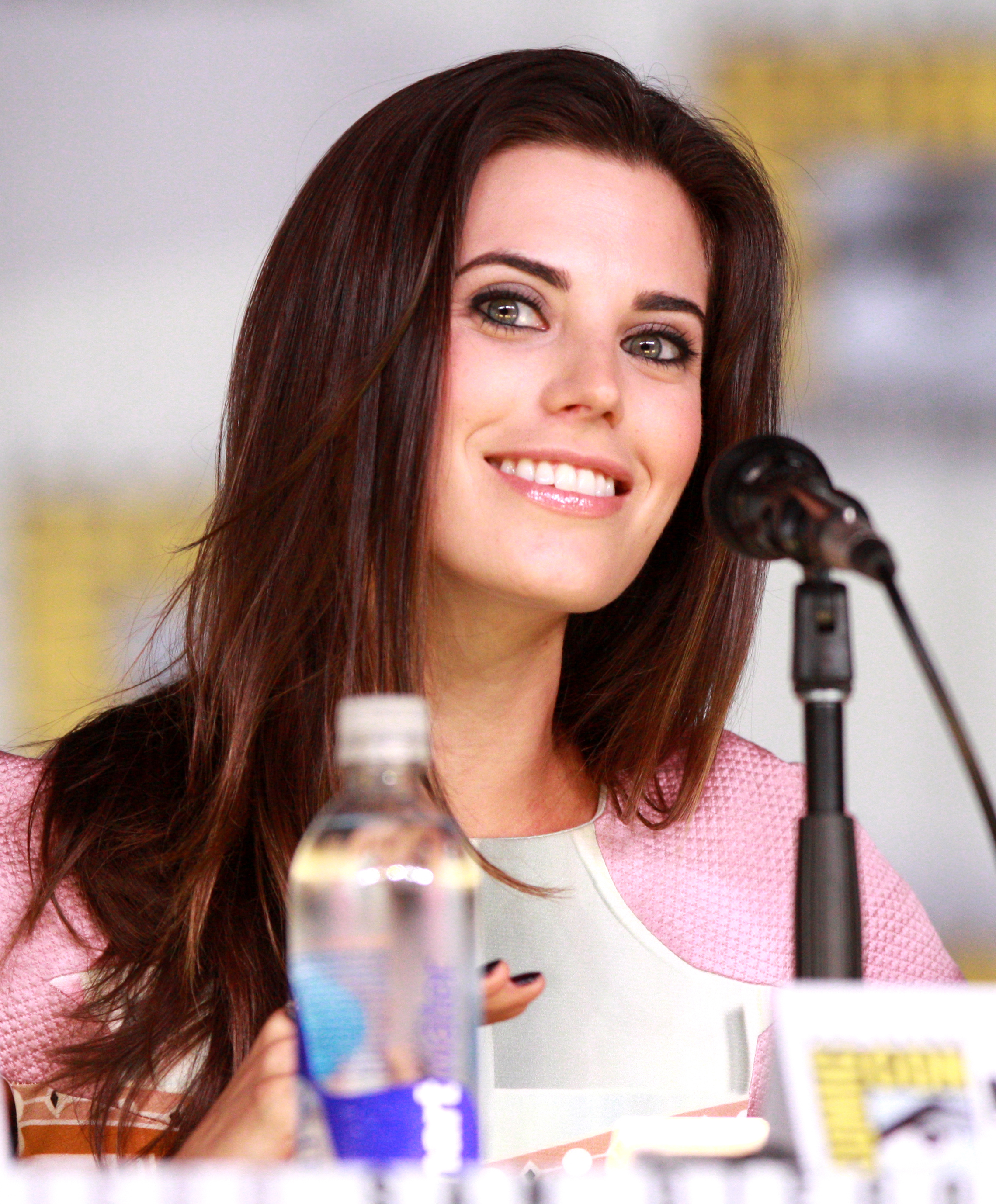
Meghan Ory (* 1982)

- Ory, Michel (* 1966), Schweizer Amateurastronom
- Ory, Pascal (* 1948), französischer Historiker für Zeitgeschichte
- Ory, Stephan (* 1958), deutscher Rechtsanwalt und Medienfunktionär

### Orye
- Oryema, Geoffrey (1953–2018), ugandischer Musiker

### Orym
- Oryma (* 1990), italienischer Hard-Techno-DJ und Musikproduzent aus Südtirol

### Oryn
- Orynbassar, Rauan (* 1998), kasachischer Fußballspieler